# Гасиджак Леся Іванівна
Гасиджа́к Ле́ся Іва́нівна (14 жовтня 1982, с. Михайлівка, Машівський район, Полтавська область, Україна) — українська етнологиня, музейниця, публіцист,  в. о. генерального директора Національного музею Голодомору-геноциду (з 20 липня 2022).

## Життєпис
2004 року закінчила історичний факультет Київський національний університет імені Тараса Шевченка як бакалавр, за спеціальністю «Історія», а у 2005 році там же отримала ступінь магістра етнології.
У «музейну сферу» прийшла в 2007 р. з початком роботи в департаменті культурологічних програм Міжнародного благодійного Фонду «Україна 3000». Першою музейною практикою була робота в Літературно-меморіальному музеї-квартирі П. Г. Тичини. У 2013—2015 роках Гасиджак працювала там провідним науковим співробітником за сумісництвом.
У 2009 році захистила дисертацію кандидата історичних наук зі спеціальності етнологія в КНУ імені Шевченка.
У 2008—2014 рр. працювала в громадській організації «Український центр розвитку музейної справи», відповідаючи за інформаційно-аналітичну роботу, як начальник інформаційно-аналітичного відділу. Була редакторкою веб-порталу «Музейний простір», також має понад три сотні публікацій на порталі.
У 2014—2015 роках працювала старшим науковим співробітником відділу культурологічних досліджень Науково-дослідного інституту українознавства.
У 2015—2019 рр. (з перервами) працювала першим заступником генерального директора Національного музею Голодомору-геноциду. У 2019-2021 рр. очолювала БО «Міжнародний благодійний фонд Музею Голодомору».
20 липня 2022 року наказом Міністра культури та інформаційної політики України Олександра Ткаченка була призначена тимчасово виконуючою обов'язки Генерального директора Національного музею Голодомору-геноциду. Зазначається, що Гасиджак тимчасово виконуватиме обов'язки генерального директора музею до призначення генерального директора, якого буде обрано на конкурсній основі після припинення «воєнного стану», введеного через широкомасштабне російське вторгнення в Україну. На сайті Міністерства культури та інформаційної політики наказ відсутній у публічному доступі . 
Звільнення попереднього генерального директора Національного музею Голодомору-геноциду Олесі Стасюк було визнано незаконним у суді, на що Міністерство культури та інформаційної політики України під керівництвом Олександра Ткаченка подало апеляцію .

## Скандали
Наприкінці липня 2023 року розгорівся скандал довкола зовнішності Лесі Гасиджак. 24 липня Гасиджак провела медіатур для представників провідних українських ЗМІ на будівництві другої черги Музею Голодомору, довкола добудови якого у той час точилися суперечки. Гасиджак та представник генерального підрядника заявили про необхідність завершення спорудження музею. Наступного дня адвокат нардепа Дубінського Клим Братківський, опублікував на своїй сторінці у фейсбуці світлину Лесі Гасиджак з медіатуру з підписом: «Можете називати це бодішеймінгом, фетшеймінгом та лукізмом, але я вважаю, що Музей Голодомору-геноциду має очолити військовий, який пройшов російський полон і знає реально, що таке голод, тому він може зрозуміти всю суть музею про Голодомор, а не пані Леся Гасиджак». А невдовзі народна депутатка Мар'яна Безугла розкритикувала Гасиджак через її зовнішність та вагу, доповнивши свій допис світлинами Лесі Гасиджак, виснажених від голоду темношкірих дітей та пам'ятника Голодомору. Ці та інші подібні публікації та коментарі, що критикували Лесю Гасиджак через її зовнішність та вагу, набули значного суспільного резонансу в українських ЗМІ та соцмережах.
Гасиджак підтримали сотні людей, у тому числі й лідери суспільної думки, політики, письменники, зокрема Ірина Цілик та Оксана Забужко.
27 липня Леся Гасиджак заявила, що подасть до суду на Клима Братківського.
2 жовтня 2024 року, згідно з повідомленням Асоціації жінок-юристок України «ЮрФем», Голосіївський районний суд міста Києва відмовив у задоволенні позову в.о. гендиректорки Національного музею Голодомору-геноциду Лесі Гасиджак щодо захисту гідності та ділової репутації через цькування за зовнішність.

## Наукова діяльність
Коло наукових інтересів — історія повсякдення, традиційна та сучасна культура українців, культура жителів передмістя та субкультури професійних груп, а також процеси і тенденції, що проходять в музейній галузі України. Тема дисертації — «Процеси трансформації етнокультури українців Донеччини наприкінці ХХ — на початку ХХІ ст».
Автор двох науково-популярних лекторіїв «(Не)Відомий Донбас: історичні міфи та культурні реалії» та «Літературне тло історичного процесу».